# 1904 na arte

## Quadros
- Mulher de Azul de Paul Cézanne.

## Nascimentos
| Data            | Nome                         | Profissão                                              | Nacionalidade  | Observações | Ref |
| --------------- | ---------------------------- | ------------------------------------------------------ | -------------- | ----------- | --- |
| 12 de fevereiro | Francisco Coelho Maduro Dias | pintor, escultor, desenhador, decorador e poeta        | Portugal       | m. 1986     |     |
| 24 de abril     | Willem de Kooning            | pintor                                                 | Países Baixos  | m. 1997     |     |
| 11 de maio      | Salvador Dalí                | pintor                                                 | Espanha        | m. 1989     |     |
| 21 de setembro  | Hans Hartung                 | pintor                                                 | Alemanha       | m. 1989     |     |
| 21 de novembro  | Miguel Covarrubias           | pintor e caricaturista, etnólogo e historiador de arte | México         | m. 1957     |     |
| 11 de dezembro  | Felix Nussbaum               | pintor                                                 | Alemanha       | m. 1944     |     |
| 17 de dezembro  | Paul Cadmus                  | pintor                                                 | Estados Unidos | m. 1999     |     |
| 17 de dezembro  | Paul Cadmus                  | pintor                                                 | Estados Unidos | m. 1999     |     |
| ??              | Miguel Barrias               | pintor                                                 | Portugal       | m. 1952     |     |
| ??              | Jean Bazaine                 | pintor, artista plástico e escritor                    | França         | m. 2001     |     |
| ??              | Erich Kahn                   | pintor                                                 | Alemanha       | m. 1979     |     |
| ??              | Andrés Guevara               | chargista ilustrador, pintor e artista gráfico         | Paraguai       | m. 1963     |     |
| ??              | Waldemar da Costa            | pintor                                                 | Brasil         | m. 1982     |     |

## Mortes
| Data          | Nome                           | Profissão          | Nacionalidade   | Observações | Ref |
| ------------- | ------------------------------ | ------------------ | --------------- | ----------- | --- |
| 9 de janeiro  | Konrad Grob                    | pintor e litógrafo | Suíça           | n. 1828     |     |
| 10 de janeiro | Jean-Léon Gérôme               | escultor e pintor  | França          | n. 1824     |     |
| 6 de maio     | Franz von Lenbach              | pintor             | Alemanha        | n. 1836     |     |
| 1 de julho    | George Frederic Watts          | pintor e escultor  | Reino Unido     | n. 1817     |     |
| 4 de setembro | Martin Johnson Heade           | pintor             | Estados Unidos  | n. 1819     |     |
| 5 de outubro  | Frédéric Auguste Bartholdi     | escultor           | França          | n. 1834     |     |
| 25 de outubro | Henri Fantin-Latour            | pintor             | França          | n. 1836     |     |
| ??            | Antônio de Souza Vianna        | pintor             | Brasil          | n. 1871     |     |
| ??            | Vasily Vasilievich Verechagine | pintor             | União Soviética | n. 1842     |     |
| ??            | Robert Alexander Hillingford   | pintor             | Reino Unido     | n. 1825     |     |
| ??            | Andrei Petrovich Riabushkin    | pintor             | União Soviética | n. 1861     |     |